# Kristocentrism
Kristocentrism är ett teologiskt/filosofiskt perspektiv som sätter Kristus i centrum. Jesus blir det centrala för tänkandet, det som allting kretsar kring (jämför heliocentrism). 
Termen avser särskilt den teologiska riktning som tolkar Bibeln utifrån Jesus. Gamla Testamentet anses peka framåt mot Jesus som ses som dess fullbordan och uppfyllelse, det mest direkta exemplet är Gamla Testamentets över 300 profetior om den kommande Messias. Hela kristendomen ser Jesus som uppfyllelsen av judendomens profetior om Messias, i många andra frågor kan meningarna dock ofta gå isär.
Bland annat Jesu ord "Tro inte att jag har kommit för att upphäva lagen eller profeterna. Jag har inte kommit för att upphäva utan för att fullborda." ligger till grund för uppfattningen att Gamla Testamentets budskap uppfylls av Jesus. Också Matteusevangeliet 5:17, som handlar om icke-judarnas del i frälsningen, är ett tydligt exempel på hur Gamla Testamentet ses fullbordas i kristendomen. Kristocentrismen präglar starkt Paulus undervisning.
Kristocentrismen är mycket vanligt tankegods inom kristendomen och utpekar Kristus som den punkt historien pekar fram mot och utgår ifrån.
Reformatorn Martin Luther ger ett exempel på kristocentrism med sin formulering ”Jesus Kristus är Bibelns kärna och stjärna”.